# Mickey's Speedway USA
Mickey's Speedway USA é um jogo eletrônico de corrida da Disney, lançado em 2000.

## Personagens jogáveis
Os pilotos são: Mickey, Donald, Pateta, Margarida, Minnie e Bafo de Onça.

## Enredo
Pluto foi sequestrado pela gangue dos Weasels por causa de sua coleira de diamantes. Quando Mickey descobre do sequestro, ele avisa isso para Pateta, Minnie e Bafo de Onça. Eles ganham karts projetados pelo Professor Ludovico para que eles cheguem a gangue passando por vários lugares do Estados Unidos e resgatar Pluto.

## Jogabilidade
Em campeonatos você ganha pontos quando chega em boas colocações e vai acumulando até o final. Cada mundo é formado por corridas que cruzam os Estados Unidos, em florestas, campos nevados e no meio de trafico, sendo em locais como Nova Iorque, Alasca, Flórida, Indianápolis, Grand Canyon, Chicago, Dakota, Texas, Colorado, Malibu, São Francisco, Parque Nacional de Yellowstone, Los Angeles, Las Vegas, Nova Orleães e Seattle. Há também o Modo Trial, para marcar os melhores tempos e um Modo Battle para até 4 jogadores. As pistas são cheias de itens (como bombas, projeteis, turbos e etc). Também há armas e anéis para coletar durante o caminho. A jogabilidade e gráfico remetem a Diddy Kong Racing (também da Rare) e o estilo de competição é parecido com o do Mario Kart.

## Músicas do jogo
Algumas das músicas do jogo no Nintendo 64 são semelhantes da versão de Game Boy Color.Ex:A música da pista de Seattle do GBC é idêntica com a música da tela de resultados do N64.